# Ici Elsass
Ne doit pas être confondu avec Ici Alsace.
Ici Elsass, anciennement France Bleu Elsass, est une station de radio généraliste du réseau Ici de Radio France créée par France Bleu Alsace. Elle a pour zone de service l'Alsace et diffuse ses programmes en alsacien. 
Ses programmes étaient diffusés essentiellement par l'émetteur Ondes Moyennes de Sélestat, celui-ci a été arrêté le 31 décembre 2015, quand Radio France a cessé ses émissions en Modulation d'Amplitude.
Après le 1er janvier 2016, ne disposant pas de fréquence FM, ses programmes peuvent être uniquement suivis sur Internet.

## Historique
La radio voit le jour en 1930 sous le nom de Radio Strasbourg PTT.
Lors de la première émission le 11 novembre 1930, la radio diffuse le Requiem de Mozart, dirigé par Fritz Münch, le frère de Charles. L'émetteur de Brumath est construit spécialement pour la diffusion de Radio Strasbourg PTT en ondes moyennes, et est inauguré le même jour. De 1930 à 1975 – mais dispersé en 1939 et reconstitué par étapes après la guerre – l’Orchestre symphonique de la radio de Strasbourg assure la programmation musicale de la station.
La station se saborde en 1939 avant l’annexion de l’Alsace-Moselle. Une partie de l'équipe s'exile à Radio Alger lors de l'annexion et fait renaître Radio Strasbourg en janvier 1945. Un second programme régional, Strasbourg II, en alsacien, est diffusé en juillet 1948 sur les ondes moyennes du Programme National.
Strasbourg I deviendra Inter Alsace en 1966 et Strasbourg II deviendra FR3 Elsass II Mittelwelle en 1975, Radio France Alsace en 1983 puis France Bleu Alsace en 2000. La région est alors couverte en FM.  
France Bleu Elsass devient une station généraliste du réseau France Bleu de Radio France créée par France Bleu Alsace. 
Elle a pour zone de service l'Alsace et diffuse ses programmes en alsacien.
En 2014 le député Patrick Hetzel fait un plaidoyer devant la commission des affaires culturelles et de l’éducation à l’Assemblée nationale afin de saluer le travail réalisé en faveur du bilinguisme d’une part et de la diffusion de l’alsacien d’autre part par les deux radios alsaciennes du réseau de France Bleu.
Les émissions sur ondes moyennes (1278 kHz / 235 m) s'arrêtent en janvier 2016, malgré la lettre ouverte du comité fédéral au Président de la République lui rappelant ses promesses de candidat à la présidence. Ne disposant pas de fréquence FM, ses programmes peuvent désormais être uniquement suivis sur Internet. Cette expérience est unique en France.
Le 6 janvier 2025, France Bleu Elsass devient ICI Elsass, après le changement de marque globale impulsée par le rapprochement avec France 3.
Deux animateurs se relaient à l’antenne de la station: Jonathan Wahl, qui anime la matinale ICI Matin de 6h30 à 9h, ainsi que Pierre Nuss, qui réalise certaines chroniques et crée du contenu pour le numérique. Quelques humoristes réalisent des chroniques.

## Missions
France Bleu Elsass bilingue a pour mission l'information générale, nationale et régionale tout en assurant la promotion de la langue alsacienne. 
Elle signe une convention de partenariat en 2016 avec l’Office pour la Langue et les Cultures d’Alsace et de Moselle (OLCA) « promouvoir et dynamiser la pratique et la visibilité de la langue régionale, vecteur de la culture de la région Alsace ».
En 2018, elle engage un partenariat avec les pompiers du Bas-Rhin.

## Diffusion
France Bleu Elsass diffuse ses programmes exclusivement en ligne du lundi au vendredi de 6h28 à 13h00 et de 14h00 à 18h00. Pendant les heures creuses et les week-ends, la station reprend la programmation d’ICI Alsace. 
N'ayant pas de journal en langue alsacienne, la station diffuse les journaux des éditions nationales et locales d’ICI Alsace mais aussi les journaux allemands locaux de SWR Baden-Württemberg. 

## Organisation

### Dirigeants
Liste des dirigeants :
- Directeur de ICI Alsace/ICI Elsass : Céline Rousseau
- Responsable des programmes : Félicien Muffler
- Responsable technique : Frédéric Mourey

### Siège

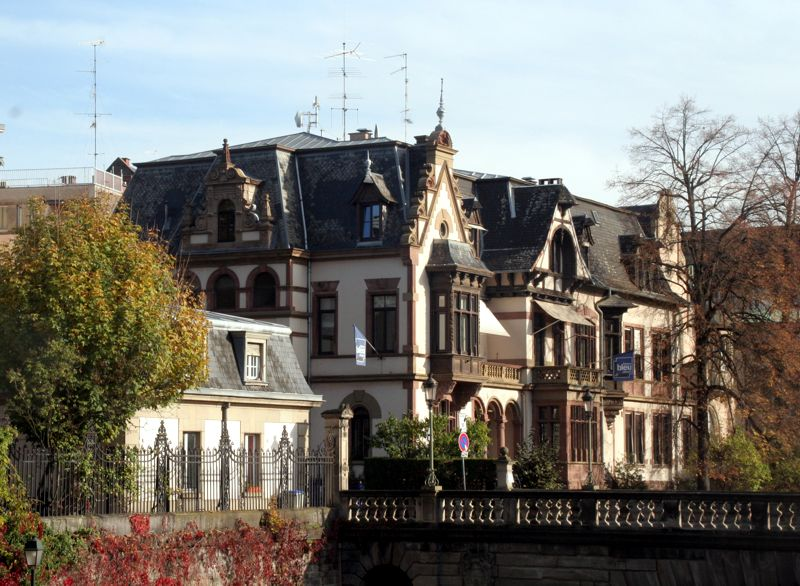
Le siège social au 4, rue Joseph Massol à Strasbourg

Le siège social de France Bleu Elsass est situé au 4, rue Joseph Massol à Strasbourg dans les locaux communs avec France Bleu Alsace. La station possède aussi un bureau au 1 rue du Raisin à Mulhouse.

## Annexe